# Progreso de Castro
Progreso, oficialmente Progreso de Castro, es una ciudad portuaria del estado mexicano de Yucatán, y la cabecera del municipio homónimo. Se ubica al noroeste de la entidad sobre la costa del Golfo de México, a unos 35 km al norte de Mérida, la capital del estado. Según el censo de población y vivienda 2020 del Instituto Nacional de Estadística y Geografía (INEGI), la ciudad tiene una población de casi 42 mil habitantes, situándose como la 6.a más poblada del estado después de la zona metropolitana de Mérida, Valladolid y Tizimín.
Progreso es base de una importante industria pesquera, se ha consolidado a partir de la construcción del Puerto de Altura, singular instalación marítima consistente en un viaducto que se interna en el mar por 6.5 km para ganar profundidad y permitir el atracado de naves hasta de un calado de 10 m, como un centro estratégico para la logística de exportadores e importadores de la península de Yucatán y siendo galardonado en el año 2023 con el Guinness World Record como el muelle más largo del mundo.  Los contenedores cargados de mercancías salen de Progreso hacia el mundo y llegan del exterior para ser distribuidos a la península de Yucatán y otros lugares cercanos. Debido a ello, Progreso es sede de una de las 10 zonas económicas especiales por el gobierno mexicano desde diciembre de 2017.
Es también Progreso un puerto turístico en pleno crecimiento. Operan actualmente cruceros grandes, que por lo general se detienen en una escala durante 24-36 horas. Los pasajeros desembarcan en el puerto de altura y son llevados a visitar el puerto de Progreso, Mérida, Izamal o los sitios arqueológicos mayas de Chichén Itzá, Uxmal y Dzibilchaltún. Durante los meses de julio y agosto las playas son muy visitadas por los miles de turistas, sobre todo locales. Estos meses son los preferidos por las familias yucatecas para veranear en las playas, siendo el puerto de Progreso uno de los sitios predilectos. La localidad lleva por nombre oficial Progreso de Castro, llamado así en honor del primer promotor del puerto en 1884, Juan Miguel Castro. Es el principal puerto del estado de Yucatán, México.

## Historia

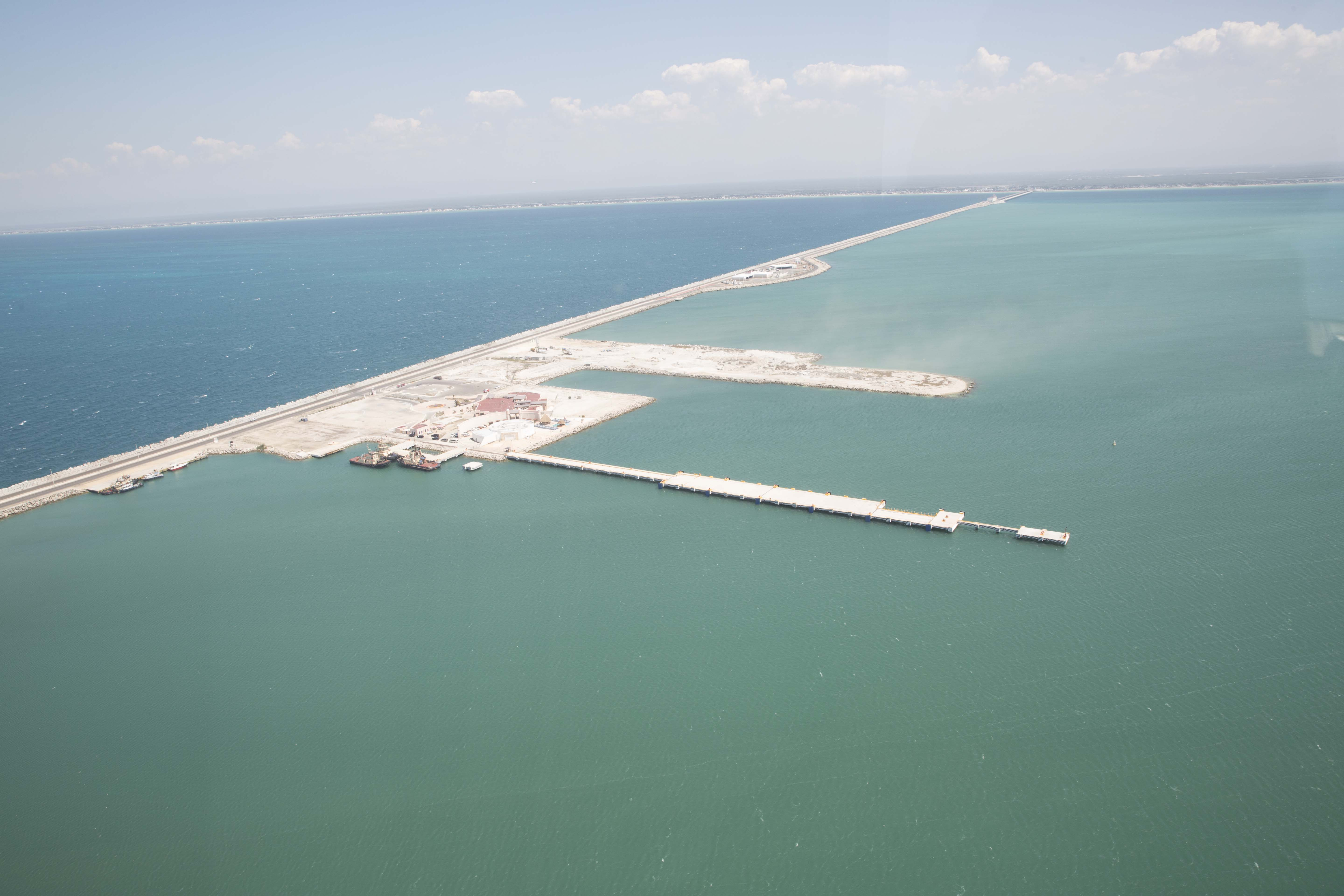
Muelle fiscal de Progreso, adentrándose al Golfo de México por casi 8 km, es considerado por Guinness World Records como el más largo del mundo.

Antes de concluir el siglo XIX, Progreso se erigió en cabecera del partido (llamábase "Partido" a las demarcaciones político-administrativas en que estaba dividida la península en el siglo XIX) de su mismo nombre, categoría que conserva, aun cuando se disuelven todos los partidos del estado. Progreso de Castro, fue el heredero comercial del puerto de Sisal, desde el que históricamente se exportaban los productos de la agroindustria henequenera yucateca.
Progreso es el puerto más importante del estado. La fundación del puerto propiamente dicho de Progreso surgió por la necesidad del traslado de la aduana comercial de Sisal a un sitio más cercano a la capital del estado. El Gobierno Federal, siendo presidente de la república el General Ignacio Comonfort, concedió el permiso correspondiente mediante decreto del 25 de febrero de 1856. 
El 1.º de julio de 1871 fue otorgada al puerto de Progreso la categoría de pueblo, que pierde el 9 de enero de 1875 al convertirse en villa. Nueve meses más tarde, el 4 de octubre del mismo año se le otorga el título de ciudad que hasta nuestros días conserva. El 22 de septiembre de 2002, Progreso fue afectado por el huracán Isidoro, de categoría 3 en la escala de huracanes de Saffir-Simpson, ubicándose su ojo a 45 kilómetros e impactando tierra en Telchac Puerto. 
El nuevo malecón fue ampliado y modernizado en 2012. En 2014 inició la construcción del nuevo viaducto alterno del muelle fiscal, obra que concluyó en 2018.

## Geografía

### Localización

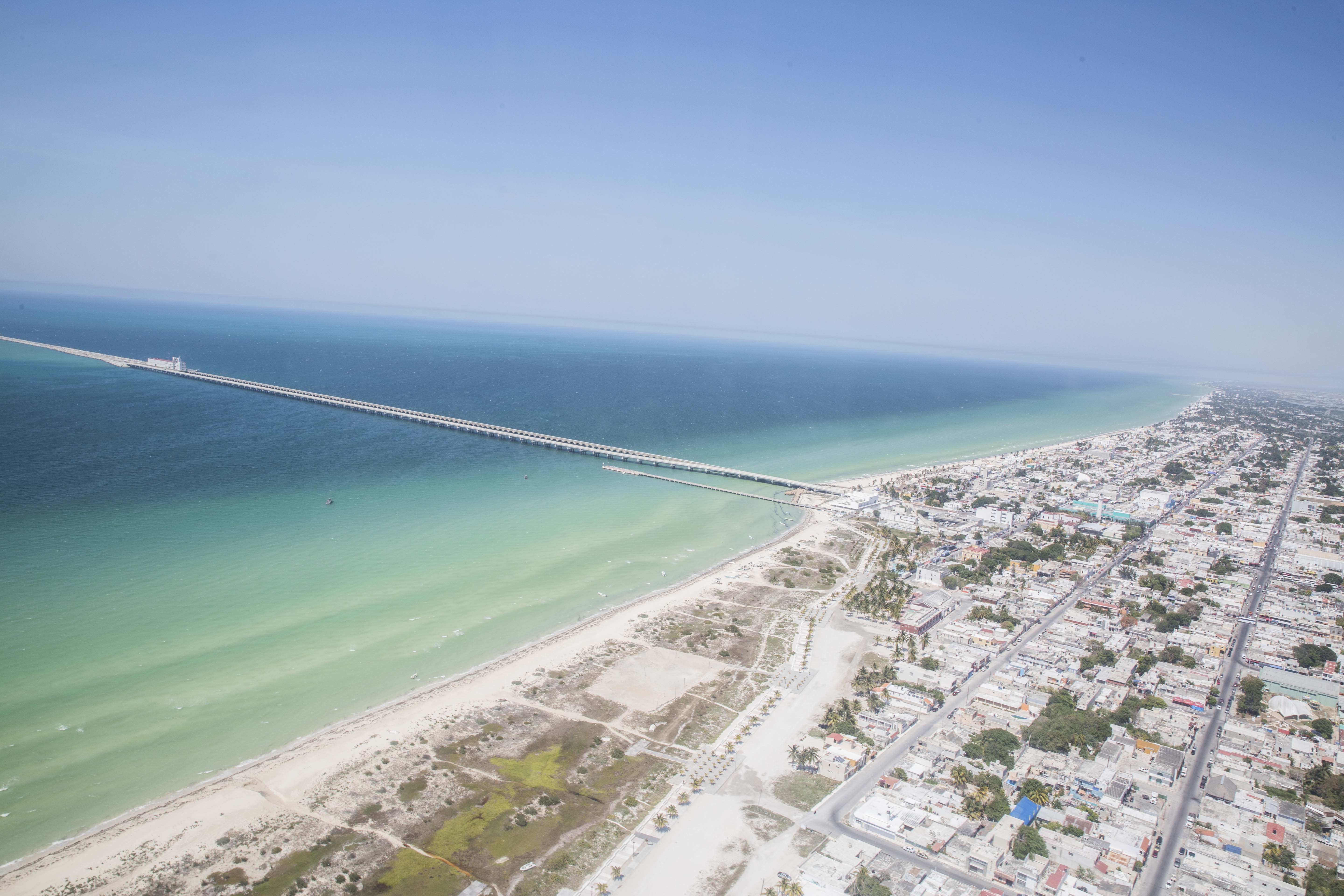
Vista área del muelle de Progreso y parte de la ciudad.

Progreso se localiza en las coordenadas 21°16′58″N 89°39′49″O / 21.28278, -89.66361 (21.282778, -89.663611). De acuerdo con el censo de 2010, la población tiene una altitud promedio de 1 m s. n. m.

### Relieve e hidrografía
En general, la localidad tiene una orografía plana, clasificada como llanura de barrera; sus suelos son generalmente rocosos o cementados. El municipio al que pertenece la ciudad se encuentra ubicado en la región hidrológica Yucatán Norte. Sus recursos hidrológicos son proporcionados principalmente por corrientes subterráneas; las cuales son muy comunes en el estado.

### Clima
Predomina el clima cálido subhúmedo con lluvias regulares en verano. La temperatura media anual es de 25,6 °C, la máxima se registra en el mes de mayo y la mínima se registra en enero. Calman los calores las brisas marinas y los vientos del sur y del oeste. 
Las lluvias orientales caen en la época de junio a octubre y son aprovechadas por los campesinos, ya que ellas riegan sus milpas. Lo mismo, cuando soplan los vientos del norte caen chubascos y constantes lluvias.

## Demografía
La localidad de Progreso era la sexta ciudad más poblada del estado de Yucatán en 2020, con un total de 41,965 habitantes.
Durante el siglo XX, la ciudad pasó de tener 5.509 habitantes en 1910 a 13.339 para mediados del siglo, en 1950; su población llegó a los 35.280 habitantes en 1990. En la década del 2000 su población osciló de entre los 44.00 y 37.000 habitantes, con un importante descenso entre el 2000 y 2005.
El municipio al que pertenece la localidad tenía un índice de desarrollo humano alto de 0,8616, lo que la ubicaba en el segundo lugar de la entidad en 2005, estando por encima de la media estatal que fue de 0,8088 según el PNUD en 2008.

## Economía
Progreso es el más importante puerto marítimo del estado. Cada año en el muelle de progreso se cargan y descargan toneladas de mercancías así como de bienes de importación y exportación principalmente con Estados Unidos y algunos países de Europa y Asia. Por esta razón es una de las 10 zonas económicas especiales decretadas por el Gobierno de México. Otras actividades importantes de la ciudad son la pesca y el turismo.

## Transporte

### Carreteras
El acceso principal a la ciudad de Progreso es a través de la carretera federal R-261, única de ámbito federal cuya circulación es libre hacia Progreso. La autopista, de 8 carriles, conecta con Mérida para después prolongarse hacia San Francisco de Campeche, Champotón y finalizar en Escárcega. Además, la carretera federal 261 dispone de un libramiento de 6 km con dirección al puerto de Yucalpetén.
La ciudad de Progreso cuenta también, conexión con Chicxulub Puerto y Telchac Puerto a través de la carretera estatal de carácter libre YUC-027.

### Vialidades principales
El puerto de Progreso cuenta con calles cuya nomenclatura se encuentra por números, a excepción del malecón, con diseño urbano perpendicular denominadas coloquialmente como cuadras. La principal calle del puerto es la calle 29 que atraviesa la ciudad de oriente, iniciando en Yucalpetén y finalizando al poniente, hasta llegar a Chicxulub Puerto. De la misma manera, la calle 80 que corta la ciudad de norte a sur, iniciando al principio del bulevar, pasando por el parque de la Independencia y finalizando haciendo conexión con la Carretera Federal 261 con dirección a Mérida.

#### Bulevar del malecón

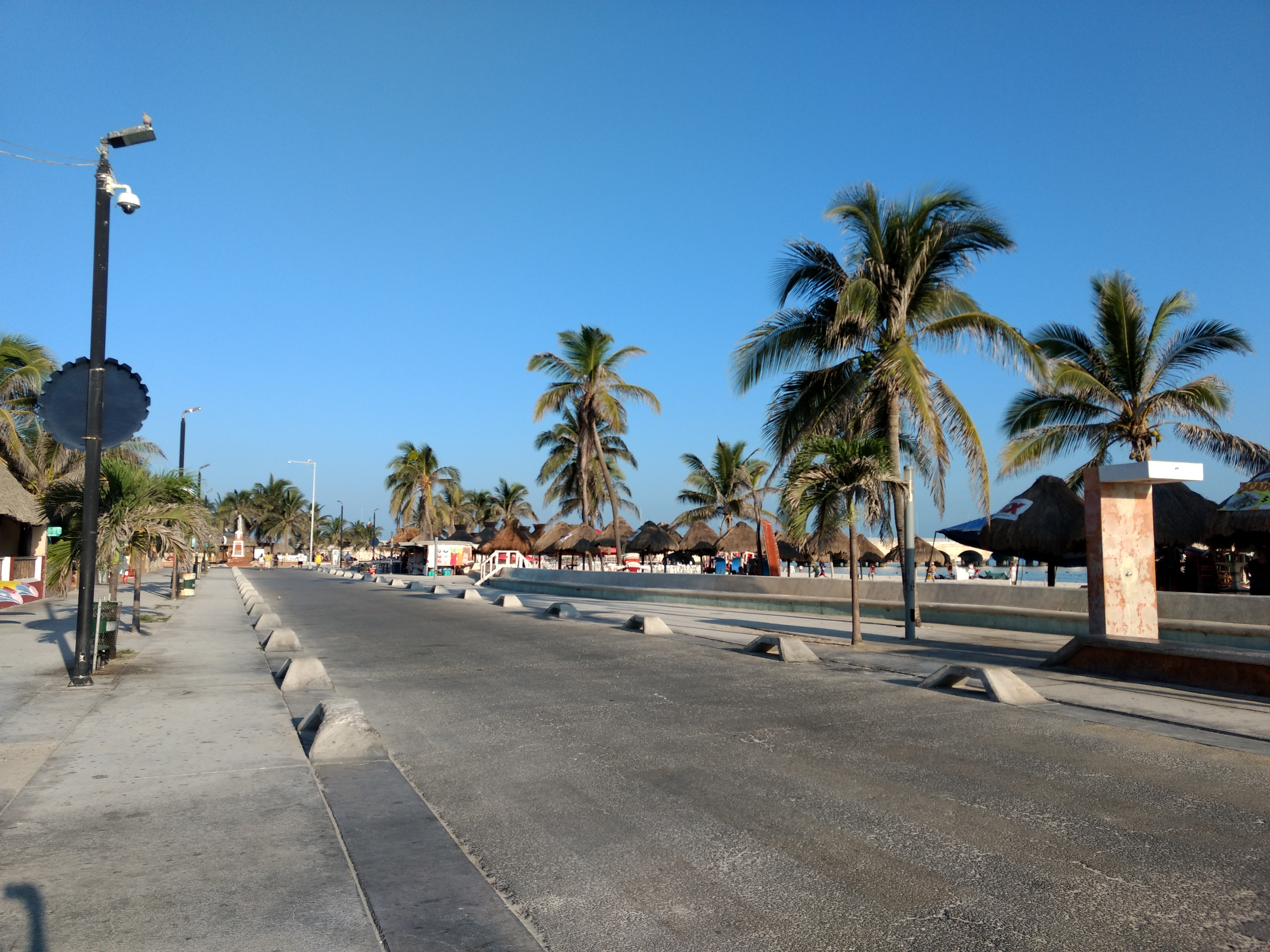
Bulevard Malecón internacional del Puerto de Progreso

Denominado oficialmente como bulevar turístico Malecón Romeo Frías Bobadilla, consta de un andador de aproximadamente 1 km de longitud y una gran playa que es muy visitada, no solo por el hecho de ser la más cercana a la ciudad de Mérida, sino porque cuenta con facilidades turísticas y aguas someras con fina y blanca arena. En los meses de verano se encontrará un bullicioso ambiente de fiesta por la tradicional afluencia de bañistas, pudiendo practicarse diversos deportes acuáticos. Desde el malecón se tiene a la vista el prolongado muelle de Progreso y el viaducto que une a la terminal remota con tierra firme. El malecón fue ampliado en el año 2011 al poniente del muelle fiscal, así como remodelado en su conjunto. Entre los años 2019 y 2023 fue remodelado en su totalidad, por segunda ocasión, convirtiéndose 100% peatonal.

## Ecología

### Zonas protegidas

#### Parque nacional Arrecife Alacranes

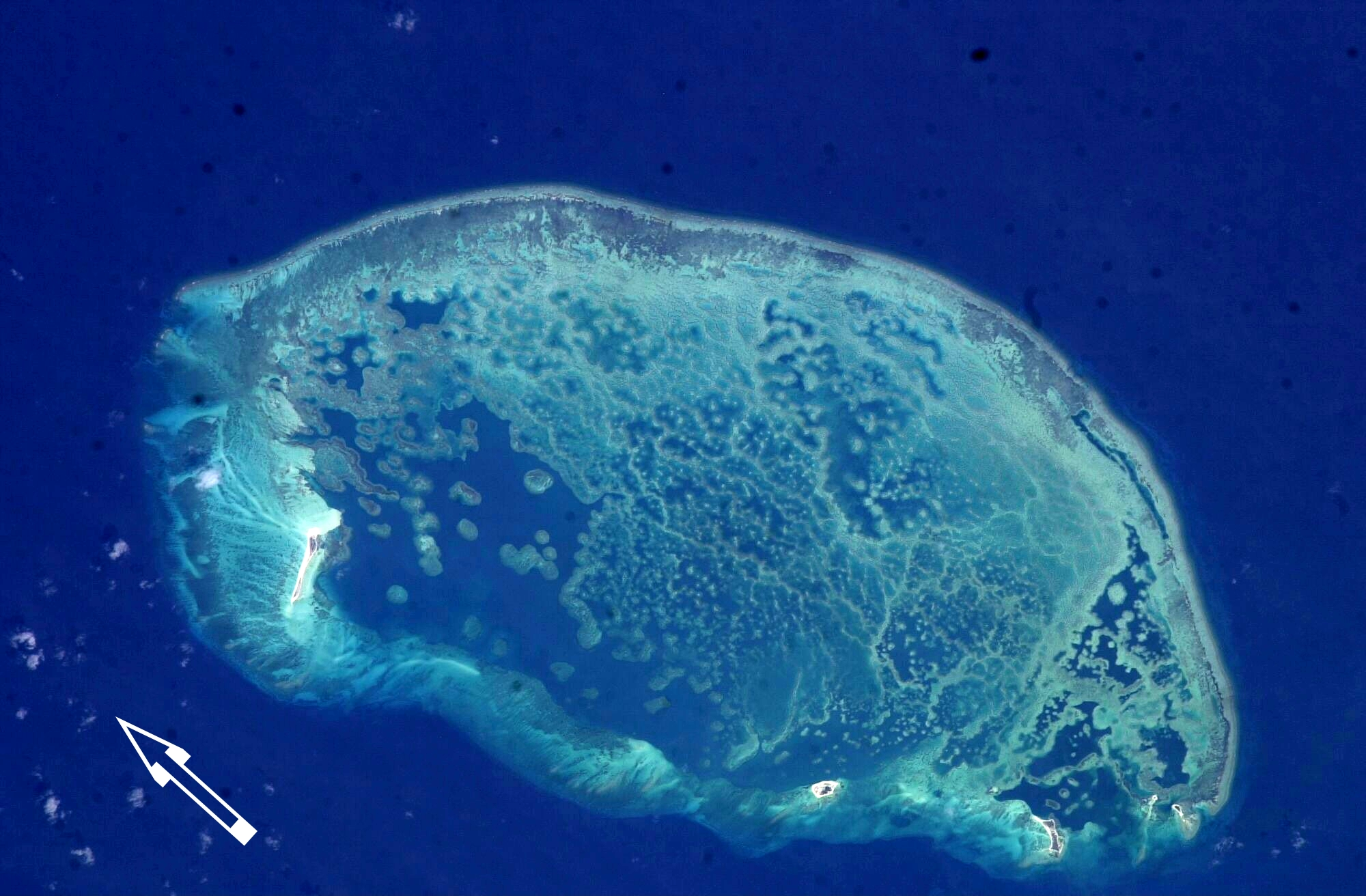
Vista satelital del Arrecife Alacranes.

El parque nacional Arrecife Alacranes es un área natural protegida con carácter de parque marino nacional de los Estados Unidos Mexicanos por decreto desde el 6 de junio de 1994, durante la presidencia de Carlos Salinas de Gortari. Se encuentra localizado a 130 kilómetros al norte de la ciudad de Progreso. Está conformado por cinco islas con una totalidad de 326 km²: Isla Blanca, Isla Chica, Isla Desterrada, Isla de los Muertos e Isla Pérez, siendo esta última la única habilitada para el turismo. El parque nacional se encuentra bajo protección permanente de la Secretaría de Marina así como vigilancia de la Comisión Nacional de Áreas Naturales Protegidas del gobierno federal (CONANP). Es el único arrecife coralino del estado de Yucatán y del municipio de Progreso; su ecosistema contiene una gran variedad de especies marinas, terrestres y aves, lo que convierte el arrecife en un importante hábitat natural de amplia biodiversidad.

## Política

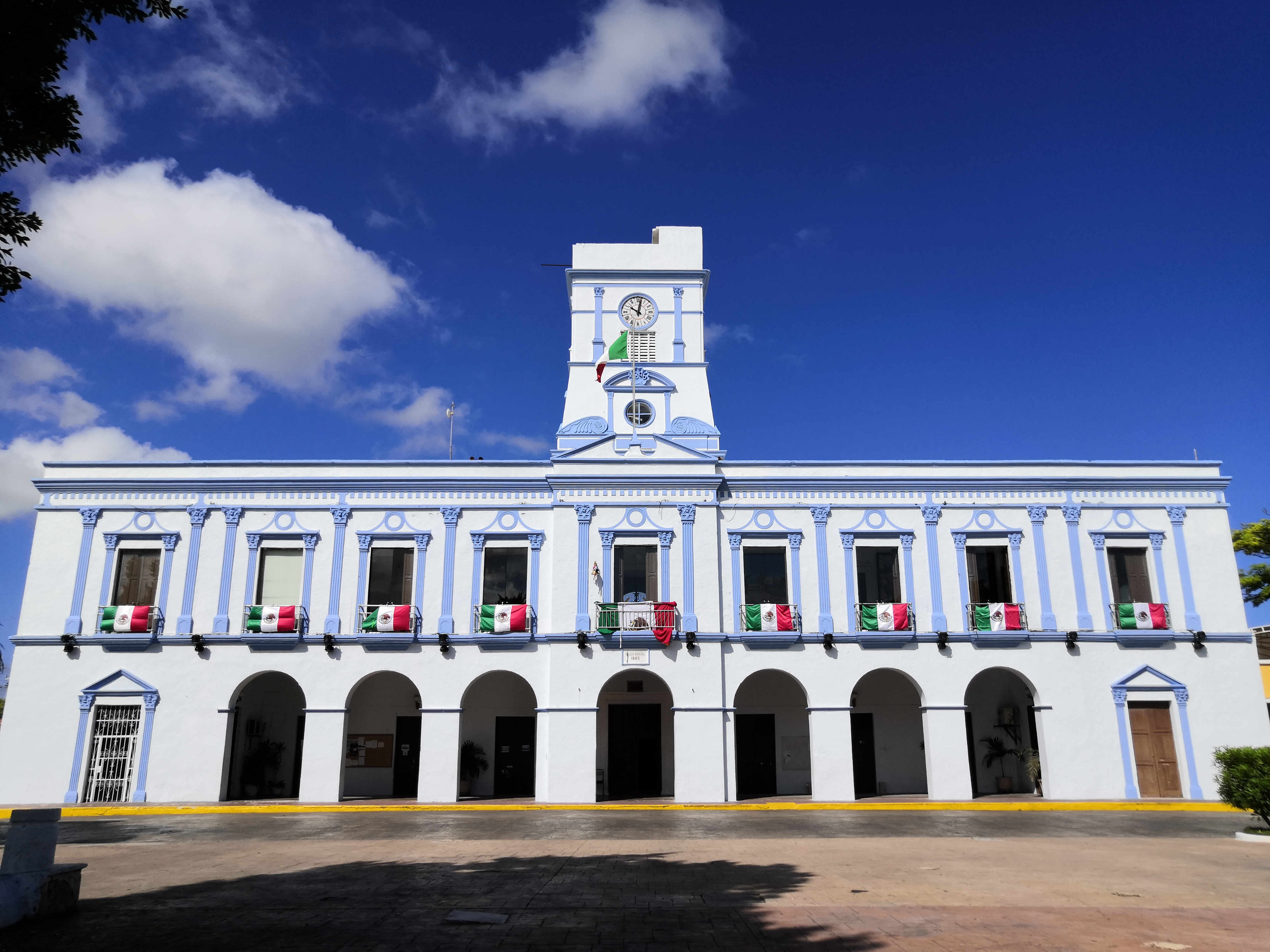
Palacio municipal de Progreso, sede del Ayuntamiento y del titular del poder ejecutivo municipal

La ciudad de Progreso de Castro es cabecera del municipio de Progreso y, junto a los 105 municipios restantes, conforman la base de la organización administrativo-política del estado de Yucatán. Se ubica el municipio en la zona noroeste de la entidad yucateca, y ocupa una superficie total de 773.86 km².
Conforme a datos del Instituto Nacional de Estadística y Geografía hasta el año 2010, de los 53,958 habitantes que residían en el municipio de Progreso, la ciudad de Progreso contaba con 37,369 habitantes, es decir, el 69.02% del total de la población del municipio.

### Ayuntamiento
La base de la administración pública del municipio de Progreso está investida en un Ayuntamiento. El Ayuntamiento es un órgano gubernamental por excelencia dotado de personalidad jurídica y patrimonio propios, está compuesto por un órgano colegiado denominado Cabildo. Su origen constitucional está establecido en el artículo 115 de la Constitución Política de los Estados Unidos Mexicanos así como en el artículo 76 y 77 de la Constitución Política del Estado de Yucatán; dichos artículos señalan que el municipio estará gobernado por un Ayuntamiento de elección popular directa y estará integrado por un Presidente municipal (denominado también como Primer regidor, o primer edil), regidores y un síndico, que estarán en el cargo por 3 años con posibilidad de reelección por un periodo adicional. Actualmente, el Ayuntamiento de Progreso está constituido por 11 regidores.

### Representación legislativa
En materia de legislativa-electoral, Progreso pertenece al IX Distrito electoral estatal; y en el ámbito federal, pertenece al II Distrito electoral federal

## Servicios públicos

### Educación
| Población por escolaridad | Población por escolaridad | Población por escolaridad | Población por escolaridad | Población por escolaridad |
| ------------------------- | ------------------------- | ------------------------- | ------------------------- | ------------------------- |
| Grado académico           | Grado académico           |                           | Porcentaje                | Porcentaje                |
| Sin escolaridad           | Sin escolaridad           |                           | 3.4 %                     | 3.4 %                     |
| Básica                    | Básica                    |                           | 55.4 %                    | 55.4 %                    |
| Media superior            | Media superior            |                           | 23.5 %                    | 23.5 %                    |
| Educación superior        | Educación superior        |                           | 17.4 %                    | 17.4 %                    |
| Fuente: INEGI (2020)      |                           |                           |                           |                           |

En 2010, según datos de la Secretaría de Desarrollo Social, Progreso contaba con:
- 23 escuelas de educación preescolar
- 28 escuelas de educación primaria
  - 1 escuela de educación primaria indígena
- 14 escuelas de educación secundaria
- 4 planteles de bachillerato
- 9 escuelas de educación profesional-técnico
- 9 escuelas de formación laboral

### Abastecimientos

#### Agua potable
La ciudad cuenta, desde el año de 1991 con el Sistema Municipal de Agua Potable y Alcantarillado (SMAPAP) para la construcción, rehabilitación, ampliación, operación, administración y conservación del servicio de agua potable y alcantarillado.

### Salud
Hasta el año 2016, Progreso cuenta con 11 unidades médicas del sector salud en total, de las cuales 10 son de consulta externa y 1 de hospitalización general, siendo estas:
- 1 del Instituto Mexicano del Seguro Social (IMSS)
- 1 del Instituto de Seguridad y Servicios Sociales de los Trabajadores del Estado (ISSSTE)
- 7 de la Secretaría de Salud de Yucatán (SSA)
- 1 del Sistema Nacional para el Desarrollo Integral de la Familia (DIF)
- 1 hospital general de la Secretaría de Marina (SEMAR)

### Seguridad pública

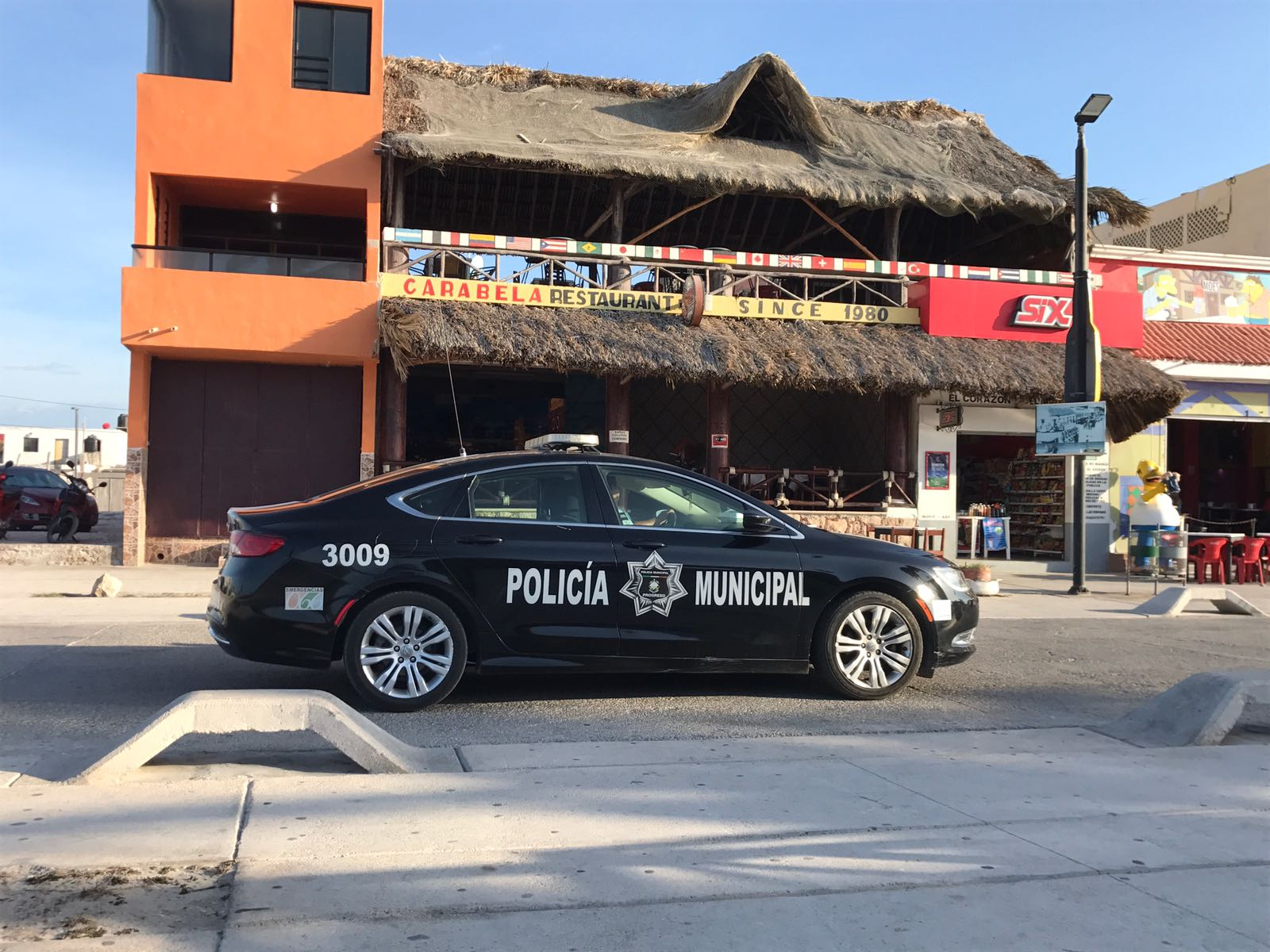
Patrulla Chrysler 300 de la Policía municipal de Progreso

La ciudad de Progreso cuenta con la seguridad de la Dirección de Seguridad Pública y Tránsito del Municipio, llamado también Policía Municipal de Progreso. Además, cuenta con apoyo de la Secretaría de Seguridad Pública del Estado y de vigilancia en ocasiones especiales por parte de la Guardia Nacional y de la Armada de México en su litoral.

## Cultura

### Ferias y actividades
- Feria de San Telmo:  Fecha movible, 15 días después de la Cuaresma. Con gremios, procesión de San Telmo por la ciudad y por mar; juegos mecánicos y pirotécnicos en la parroquia de San Telmo.

- Día de la Marina: El 31 de mayo, en la noche, concierto de la Banda de Marina con bellas marchas militares, en la plaza Militar, y el 1 de junio por la mañana, parte del muelle una alegre procesión de lanchas junto con barcos de la marina, para depositar una ofrenda floral al marino caído; en mar abierto, hasta llegar a Chicxulub Puerto. La misma procesión regresa por la tarde.

## Deportes

### Unidades deportivas
- Pista Internacional de Remo y Canotaje
- Campo deportivo 20 de noviembre
- Campo deportivo Morelos
- Campo de béisbol Hidalgo
- Auditorio Morelos
- Unidad Deportiva Víctor Cervera Pacheco
- Campo de softbol La Termoeléctrica

## Relaciones Internacionales

### Hermanamientos
La ciudad de Progreso está hermanada con las siguientes ciudades alrededor del mundo:
- Hialeah, Estados Unidos(1998)[35]
- Miami-Dade, Estados Unidos (2005)[36]
- Saint Nazaire, Francia (2023)[35]
- Houston, Estados Unidos (2011)[37]
- Chengdu, China (2018)[35][38][39]
- El Marqués, México (2019)[35][40]

### Convenios
La ciudad de Progreso tiene convenios con las siguientes ciudades alrededor del mundo:
- Mérida, México (2017)[41][42]
- Chenghua, China (2019)[43]
- Uman, México (2022)[44]
- Sotuta, México (2023)[43]
- Tinum, México (2023)[45]
- Celestun, México (2023)[46]
- Oxkutzcab, México (2023)[47]
- Tixcacalcupul, México (2023)[48]
- Tekom, México (2023)[48]
- Peto, México (2023)[49]

## Galería

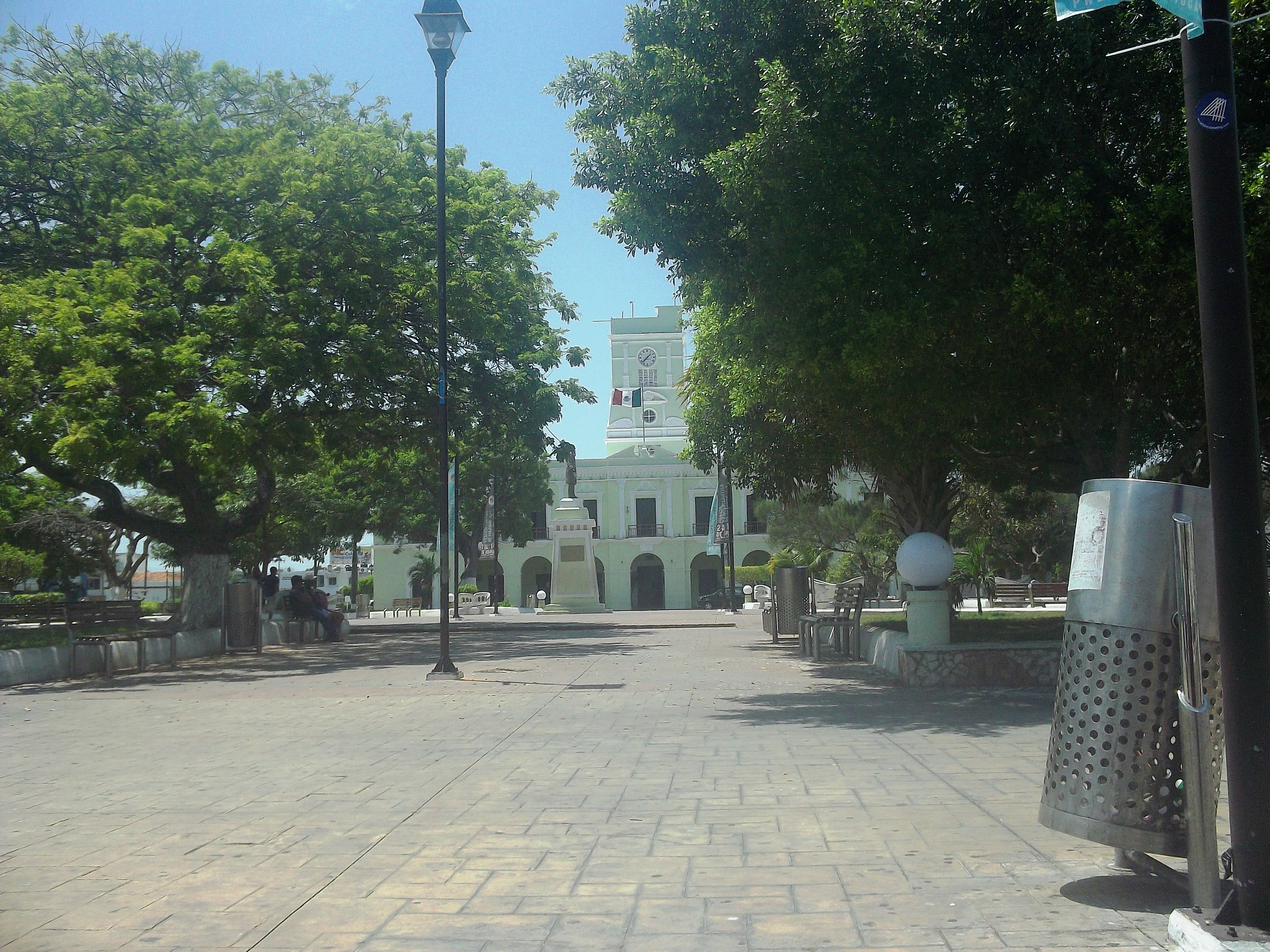
Parque de la Independencia, plaza principal de la ciudad. Al fondo, el Palacio Municipal, sede del Ayuntamiento progreseño.
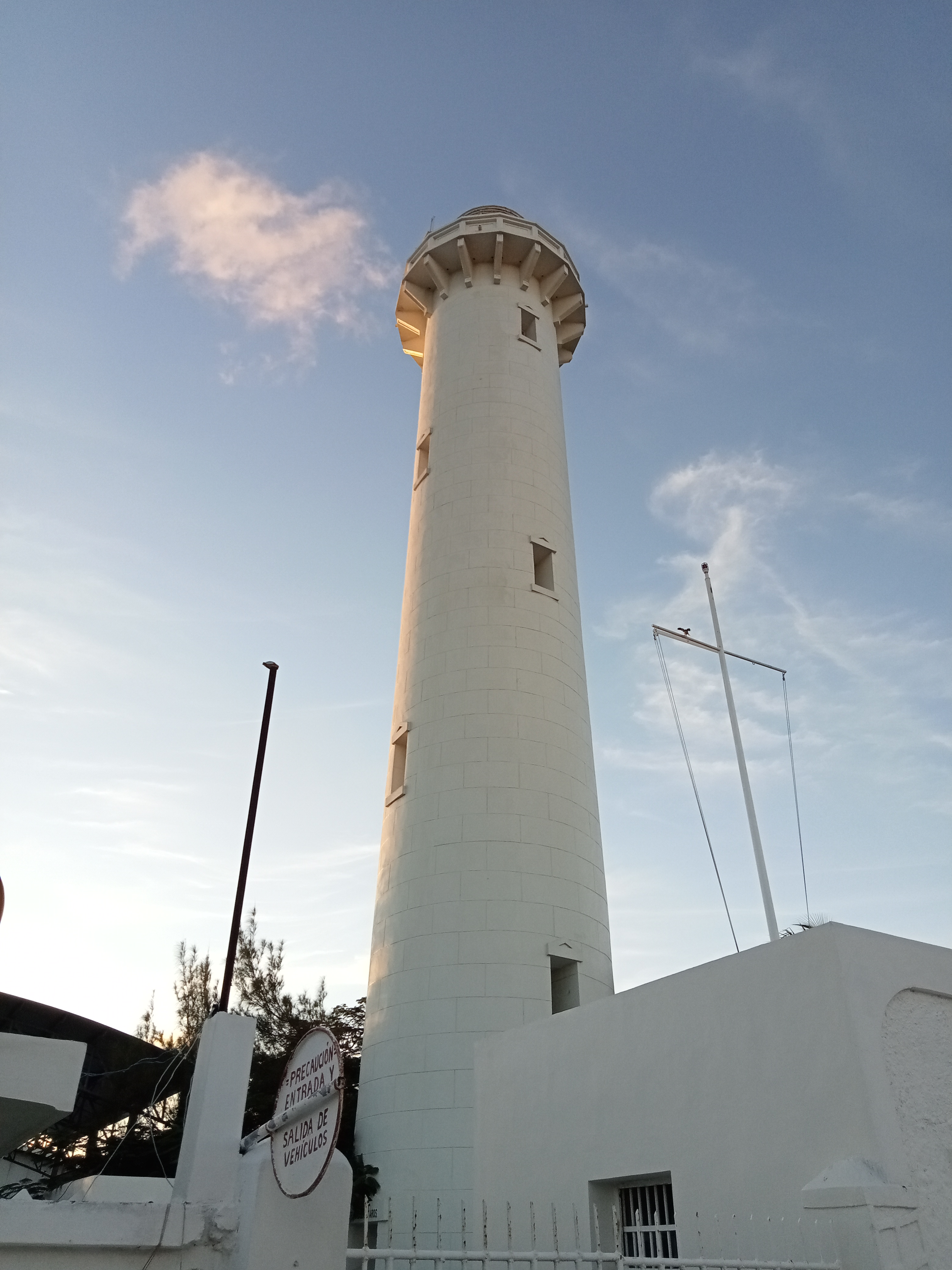
Faro del puerto.
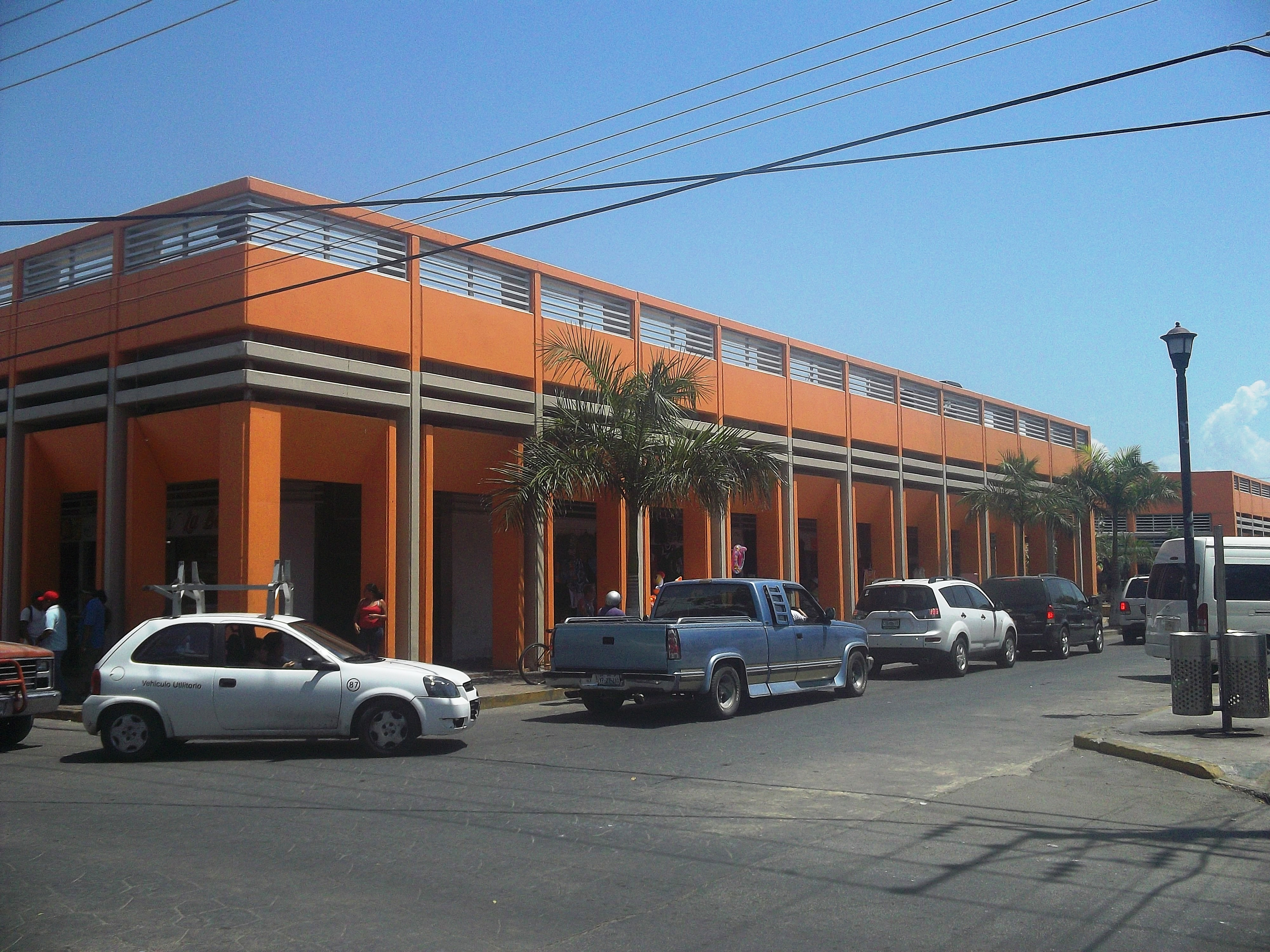
Mercado municipal de Progreso.
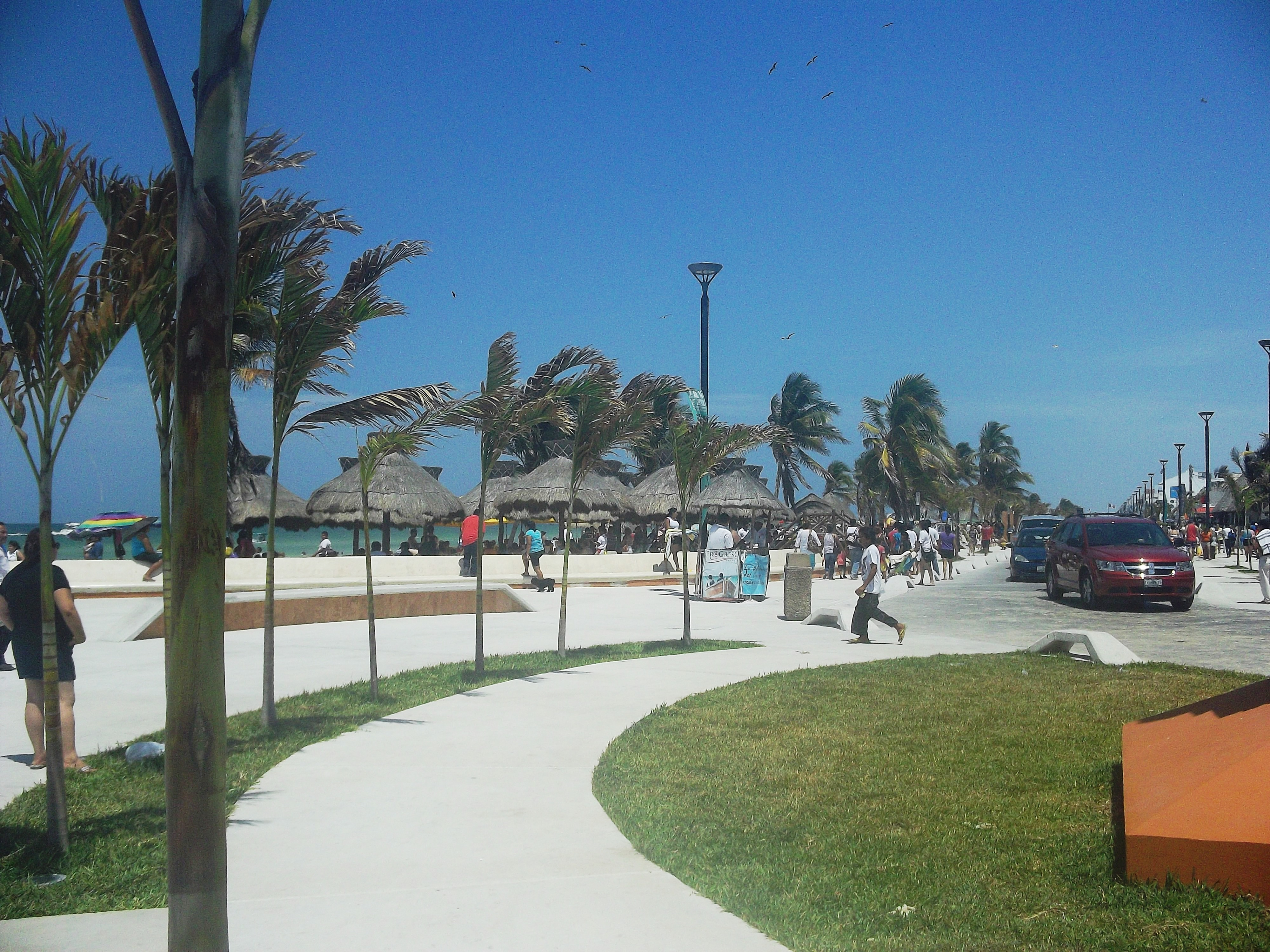
Inicio del Bulevar turístico Malecón de Progreso.
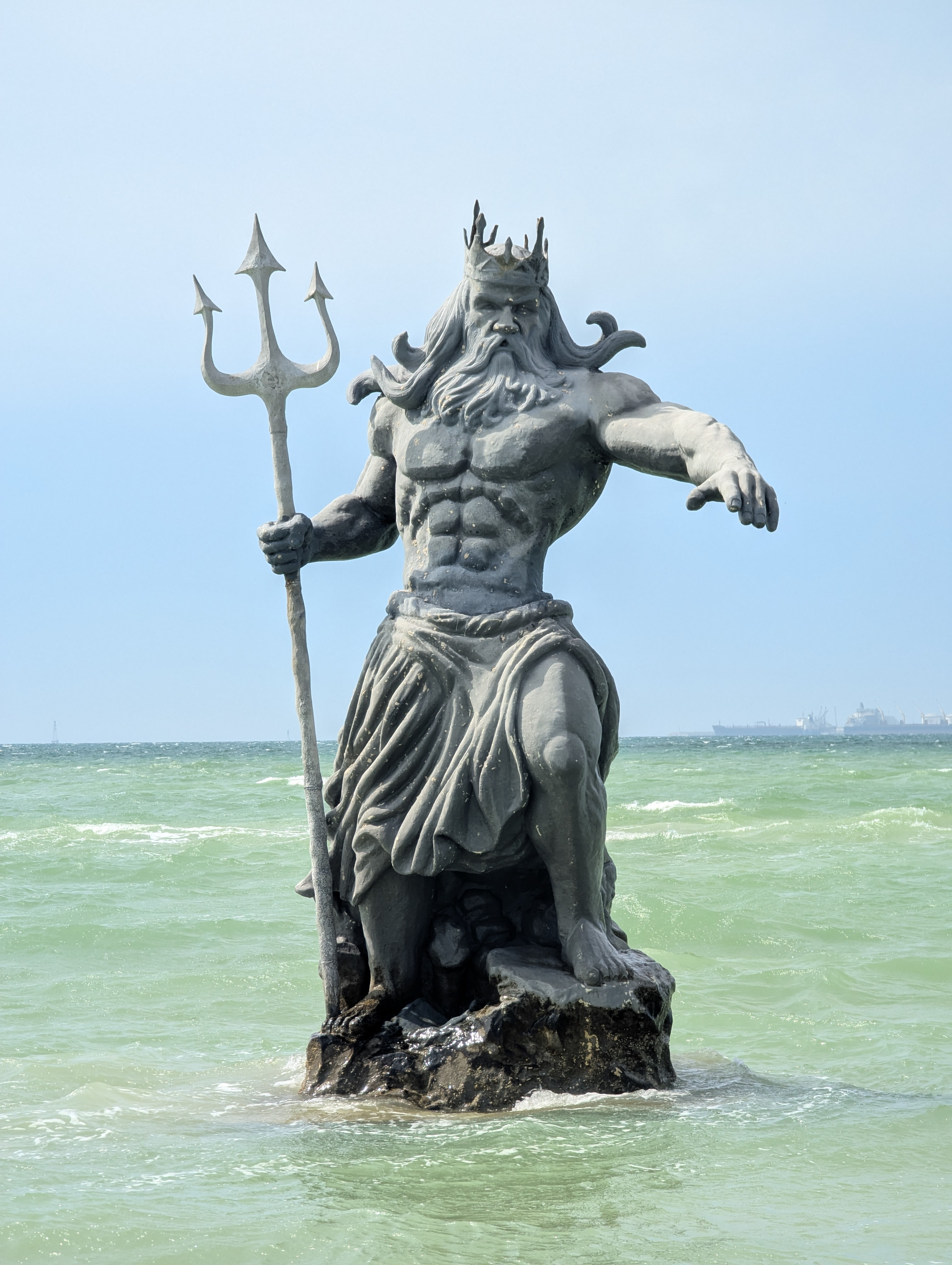
Estatua de Poseidón en Progreso.
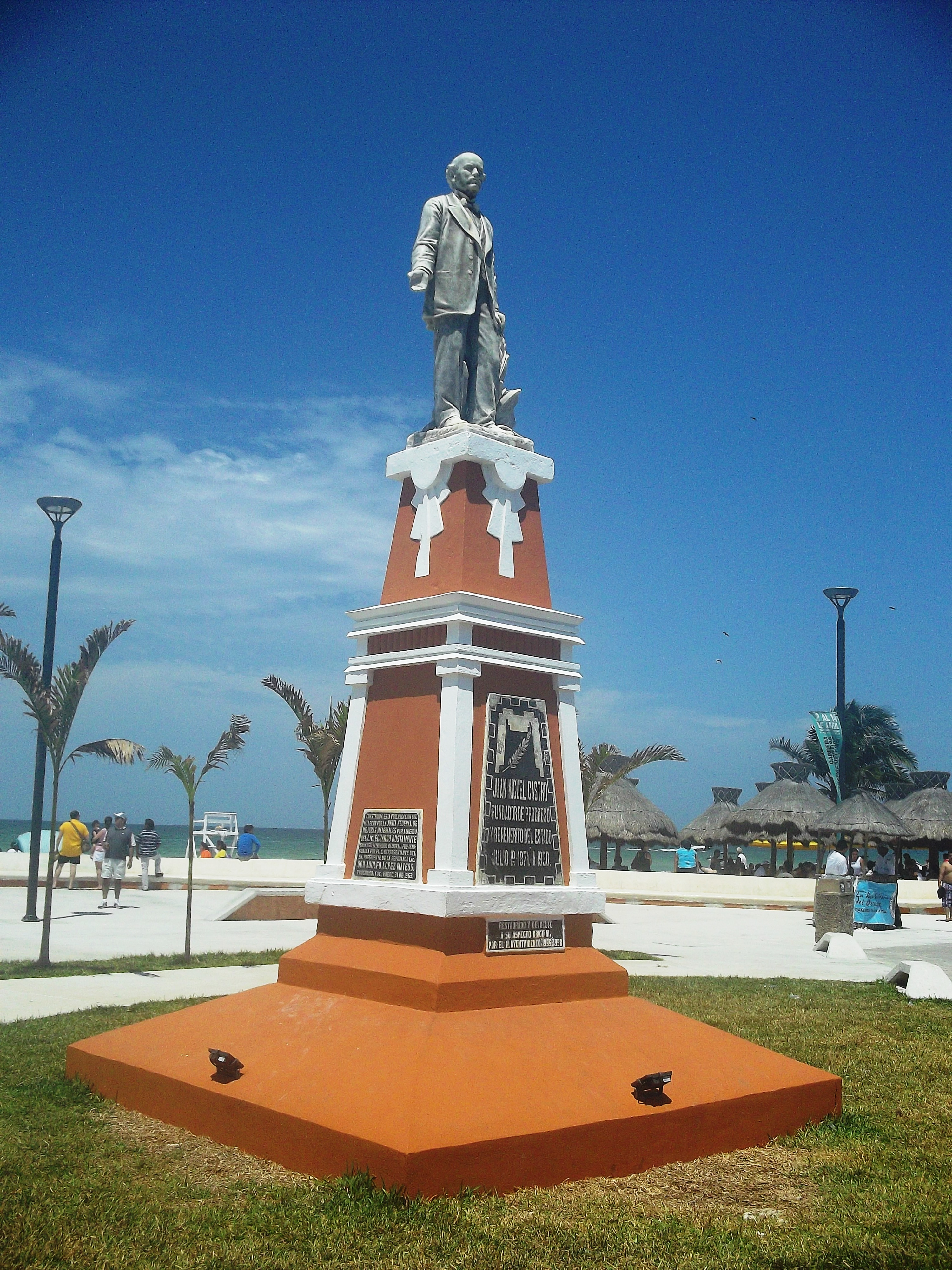
Monumento a Juan Miguel Castro, fundador de la ciudad.